# Емільєн Жаклен
Емільєн Жаклен (фр. Émilien Jacquelin; нар. 11 липня 1995, Гренобль) — французький біатлоніст, олімпійський медаліст, чотириразовий чемпіон світу.

## Біографія
У 2011 році Жаклен вперше взяв участь в міжнародних змаганнях. На Чемпіонаті світу серед юніорів-2015 року, проведеному в Раубічах, спортсмен завоював бронзову медаль в естафеті 4х7,5 км в категорії до 21 років. А на чемпіонаті світу серед юніорів 2017 в Осрблі француз виграв дві золоті медалі: в спринті і гонці переслідування в старшій категорії.
У грудні 2017 року Жаклен дебютував у Кубку світу на етапі в Естерсунді. На другому етапі в австрійському Гохфільцені спортсмен у складі французької естафетної команди завоював третє місце — це його перший подіум в Кубку світу.
4 грудня 2019 року на етапі Кубка світу в Естерсунді зайняв 4-е місце в індивідуальній гонці. При цьому Жаклен поступився тільки трьом співвітчизникам — Мартену Фуркаду, Сімону Детьє і Кантену Фійону-Майє. На другому етапі в Австрії, в гонці переслідування француз посів третє місце — це перший його особистий подіум в кар'єрі.
10 січня 2019 року в спринті на етапі кубка світу в Обергофі (Німеччина) фінішував на 2 місці з 1 промахом, програвши тільки співвітчизнику — Мартену Фуркаду.
16 лютого 2020 року в італійському Антгольці став чемпіоном світу в гонці переслідування. Другу золоту медаль чемпіона світу він виборов на тому ж чемпіонаті в складі естафетної команди. На чемпіонаті світу 2021 року, що проходив у словенській Поклюці Жаклен зумів відстояти свій титул чемпіона в гонці переслідування.

## Олімпійські ігри
1 медаль (1 срібло)
| Подія               | Інд. гонка | Спринт | Переслідування | Масстарт | Естафета | Зміш. естафета |
| ------------------- | ---------- | ------ | -------------- | -------- | -------- | -------------- |
| 2018 Південня Корея | 77         | —      | —              | —        | 5        | —              |
| 2022 КНР            | 72         | 9      | 9              |          | Срібло   | Срібло         |

## Особисті досягнення
| Сезон   | Етап                  | Дисципліна     | Місце |
| ------- | --------------------- | -------------- | ----- |
| 2019–20 | Гохфільцен            | Переслідування | 3-є   |
| 2019–20 | Аннесі                | Масстарт       | 2-е   |
| 2019–20 | Обергоф               | Спрінт         | 2-е   |
| 2019–20 | Антгольц- Антерсельва | Переслідування | 1-е   |
| 2019–20 | Антгольц- Антерсельва | Масстарт       | 3-є   |
| 2019–20 | Нове Место            | Масстарт       | 2-е   |
| 2019–20 | Контіолагті           | Спрінт         | 3-є   |
| 2019–20 | Контіолагті           | Переслідування | 3-є   |

Оновлено 18.04.2020